# Cerkno
Cerkno je město ve Slovinsku, v regionu Přímoří. Je to hlavní město občiny Cerkno. V roce 2020 mělo 1425 obyvatel. Je známé svým jarním karnevalem zvaným Laufarija. Je proslulé rovněž jako lyžařské středisko. Nejstarší písemná zmínka pochází z roku 1257. Za druhé světové války v něm fungovala tajná partyzánská nemocnice Franja, jež je dnes muzeem. Ke známým rodákům patří spisovatel France Bevk nebo politik Janez Podobnik.